# Walter Hartmann
Walter Hartmann (Mülheim,Ruhr 23 de Julho de 1891 - Hamelin 11 de Março de 1977) foi um general alemão de artilharia. Serviu o exército alemão na Segunda Guerra Mundial.

## Biografia
Ele era oficial cadete em 1910 a após Leutnant (artilharia) em 1912. Promovido à Oberst em 1 de Junho de 1938. Ele comandou um Regimento de Artilharia no início da Segunda Guerra Mundial. Se tornou Generalmajor em 1 de Outubro de 1941, Generalleutnant em 1 de Fevereiro de 1943 e General der Artillerie em 1 de Maio de 1944.
Assumiu o comando do Arko 140 em Fevereiro de 1940 e foi gravemente ferido, perdendo um braço e uma perna. Ele assumiu vários comandos de Infantaria durante a guerra: foi apontado comandante oficial do I Corpo de Exército (m.d.F.b.) em 20 de Janeiro de 1944, e mais tarde comandou o I Corpo de Montanha (1 de Maio de 1944), VIII Corpo de Exército (1 de Setembro de 1944) e finalmente o XXIV Corpo Panzer (1 de Abril de 1945).
Hartmann faleceu em Mühlheim no dia 11 de Março de 1977.

## Condecorações
Foi condecorado com a Cruz de Cavaleiro da Cruz de Ferro (10 de Agosto de 1941), com Folhas de Carvalho (30 de Novembro de 1943, n° 340) e Espadas (18 de Março de 1945, n° 139).